# Вулиця Варвари Маслюченко
Ву́лиця Варва́ри Маслюче́нко — вулиця в Дарницькому районі міста Києва, селище Бортничі. Пролягає від вулиці Івана Дяченка до Лісної вулиці.
Прилягають Демидівська вулиця, Ялинковий провулок, Інженерний провулок, Вересковий провулок, провулок Христини Алчевської та вулиця Чехова.

## Історія
Виникла в середині XX століття, мала назву вулиця Жданова, на честь радянського партійного і державного діяча Андрія Жданова.
Сучасна назва на честь Варвари Маслюченко, української актриси, дружини письменника Остапа Вишні (Губенка) — з 2016 року.